# Anita Pipan
Anita Pipan (Liubliana, 1970) é uma advogada e diplomata eslovena. Foi embaixadora da Eslovênia na União Africana, Luxemburgo, Bélgica, e Grécia.

## Biografia
Nasceu em Liubliana, na região da Carníola, em 1970. Se formou com honras em direito pela Universidade de Ljubljana. Fez seu mestrado em Direito da Integração Econômica Internacional pela Universidade Paris 1 Panthéon-Sorbonne, em Paris, e Universidad del Salvador (USAL), em Buenos Aires. De 2006 a 2009, trabalhou como diretora-geral da Diretoria de Planejamento de Políticas e Política Multilateral (em esloveno:  Direktorata za načrtovanje politik in politično multilateralo) do Ministério das Relações Exteriores.
De 2009 a 2013, serviu como embaixadora da Eslovênia na Bélgica e, a partir de 2009, como embaixadora em Luxemburgo. Em 31 de agosto de 2011, apresentou as suas credenciais ao presidente da Comissão da União Africana, Jean Ping. Foi a primeira representante permanente da Eslovênia na União Africana. Em 30 de janeiro de 2012, em Kingston, apresentou suas credenciais ao governador-geral da Jamaica, Patrick Allen, tornando-se a primeira embaixadora não residente da Eslovênia.
Entre 2013 e 2014, foi coordenadora nacional da União para o Mediterrâneo. De novembro de 2015 a 2019, atuou como embaixadora na Grécia. Em 2019, tornou-se coordenadora nacional de cooperação e desenvolvimento econômico, chefe do grupo de trabalho interministerial permanente para a organização da cooperação e desenvolvimento econômico. Em 13 de dezembro de 2019, se tornou diretora-geral da Diretoria de Política Externa e de Segurança.
Em 2021, foi nomeada diretora-geral da Diretoria de Cooperação Multilateral e para o Desenvolvimento do Ministério dos Negócios Estrangeiros.
Ele é fluente em inglês, espanhol, francês e servo-croata.